# Hidrocikel
Hidrocikel ali vodni bicikel je biciklu podobno vodno plovilo, pri katerem človek s pedaliranjem poganja manjši propeler. Plovnost zagotavljajo plovci (pontoni) ali pa deska za surfanje. Nekateri modeli imajo dvočlansko posadko, kjer oba čana sedita en poleg drugega ali pa v tandemu. Tržna imena za hidrocikle so: Seacycle, Hydrobike, Water bike, Seahorse(Cross Trek) in itBike.